# 黛西·米勒
《黛西·米勒》（英語：Daisy Miller）是亨利·詹姆斯所著的中篇小說，写作于1878年，一开始是在杂志上连载，後於1879年出版成書籍。

## 大意
《黛西·米勒》講述了一位美國年輕女子黛西於歐洲遊覽的經歷；黛西長相漂亮、喜歡社交，天真爛漫。但到了歐洲，在別人眼中，卻變成了輕佻、缺乏教養。